# 五諸侯增一 (井宿)
雙子座59，又名BD+27 1374，HD 57927、SAO 79366、HR 2816，是雙子座的一颗恒星，视星等为5.76，位于銀經190.91，銀緯18.97，其B1900.0坐标为赤經7h 18m 20.1s，赤緯+27° 18.97′ 52″。